# Marciano della Chiana
Marciano della Chiana – miejscowość i gmina we Włoszech, w regionie Toskania, w prowincji Arezzo.
Według danych na styczeń 2009 gminę zamieszkiwało 3318 osób przy gęstości zaludnienia 139,9 os./1 km².